# الأرض غير الصالحة للسكن
«الأرض غير الصالحة للسكن» هو مقال في مجلة نيويورك للصحفي الأمريكي ديفيد والاس-ويلز، نُشر في 9 يوليو 2017. يصور المقال أسوأ سيناريو لما قد يحدث في المستقبل القريب بسبب الاحتباس الحراري. يبدأ المقال بعبارة «إذا كان ارتفاع مستوى سطح البحر يهيمن على مخاوفك بشأن الاحتباس الحراري، فأنت بالكاد تدرك المخاطر الكبيرة القادمة». تعد القصة أكثر المقالات قراءة في تاريخ المجلة.
كانت المقال مصدر إلهام لكتاب «الأرض غير الصالحة للسكن: الحياة بعد الاحتباس الحراري»، وهو عبارة عن استقراء مطول للأفكار التي جرى عرضها في المقالة الأصلية.

## مقدمة عامة
في 20 نوفمبر 2017، استضاف معهد آرثر كارتر للصحافة في جامعة نيويورك محادثة استمرت ساعتين بين والاس-ويلز ومايكل إي مان لمناقشة الجدل حول المقال.
أرفق مع المقال سلسلة من المقابلات المطولة مع العلماء، من بينهم: عالم الحفريات بيتر وارد، وعالم المناخ مايكل إي مان، وعالم المحيطات والاس سميث بروكر، وعالم المناخ جيمس هانسن، والعالم مايكل أوبنهايمر. بالإضافة إلى ذلك، نشرت نسخة مشروحة من المقالة على الإنترنت تتضمن حواشٍ سفلية.
في فبراير 2019، نشر والاس-ويلز كتابًا بعنوان الأرض غير الصالحة للسكن: الحياة بعد الاحتباس الحراري (ردمك 978-0525576709)  وعرضت مقتطفات منه في صحيفة ذا غارديان.

## تناول المقال
تلقت القصة انتقادات فور نشرها من مجتمع تغير المناخ لسببين: المقالة متشائمة للغاية؛ أو تحتوي على بعض الأخطاء الواقعية. لخصت المنظمات غير الحكومية المعنية بالمناخ آراء عشرات العلماء المتخصصين، وخلصت إلى ما يلي: «وجد المراجعون أن بعض البيانات الواردة في هذا المقال المعقد لا تمثل البحوث حول الموضوع، وبعضها الآخر يفتقر إلى السياق والشرح اللازمين كي يفهم القارئ الفكرة بوضوح. هناك العديد من التفسيرات الأخرى الصحيحة في المقال، ولكن استنتاج القراء لها على الأرجح سيكون مبالغًا فيه مقارنة بأفضل فهم علمي متوفر لدينا». بالإشارة إلى الأخطاء الواقعية، انتقد مايكل مان والعديد من الآخرين تحديدًا وصف انبعاثات غاز الميثان في القطب الشمالي. خلال محادثته مع مان في جامعة نيويورك، أشار والاس-ويلز إلى أنه لن يُدرج تعليقات على غاز الميثان لو كتب المقال مرة أخرى.
دافع بعض الصحفيين عن الأمور العلمية الواردة قائلين إنه صحيح في الغالب، وقال كيفن دروم: «لم أر أي دليل جيد على وجود أخطاء واقعية خطيرة» في حين قالت إميلي أتكين: «الشكاوى حول الأمور العلمية الواردة في مقال والاس-ويلز هي في الغالب مراوغات». قال روبنسون ماير من مجلة ذا أتلانتك إن المقال «تصوير محدد وشديد بشكل غير عادي لما سيفعله الاحتباس الحراري بكوكب الأرض»، وكتبت سوزان ماثيوز «قد يكون هذا المقال سريع الانتشار الربيع الصامت في عصرنا». تمحور الانتقاد بشكل رئيسي على أن ديفيد والاس ويلز كان يحاول تخويف الناس من خلال مقاله. علق بعض الصحفيين وقالوا إنهم يعتقدون أن الخوف ضروري لجعل الناس ينظرون إلى حقيقة المشكلة، بينما اعتقد البعض الآخر أن تخويف الناس قد يؤدي إلى نتائج عكسية. على سبيل المثال، قال إريك هولثوس أن «تخويف الناس إستراتيجية سيئة حقًا» لحملهم على التعامل مع تغير المناخ.
في مقابلة لاحقة، قال ديفيد والاس-ويلز: «لم يكن من المعقول بالنسبة لي أن يكون خطر إخافة الناس أكبر من عدم إخافتهم بما فيه الكفاية... كان شعوري واتجاهي، وما يزال، إذا كان هناك فرصة بنسبة واحد بالمائة أننا نقوم بأفعال يمكن أن تنهي الجنس البشري، إذًا يجب أن يكون هذا شيئًا يعرفه الجمهور ويفكر فيه بشكل جدي».